# Frank Schwalba-Hoth
Frank Schwalba-Hoth (* 12. Dezember 1952 in Hamburg) ist ein ehemaliger deutscher Politiker (Bündnis 90/Die Grünen) und Abgeordneter des Hessischen Landtags sowie des Europaparlaments.

## Ausbildung und Beruf
Frank Schwalba-Hoth wuchs in Dassendorf (Kreis Herzogtum Lauenburg) auf, studierte nach dem Abitur am Otto-Hahn-Gymnasium in Geesthacht und abgeleistetem Wehrdienst 1974 an der Philipps-Universität Marburg und legte nach dem ersten Staatsexamen für Lehramt 1981 das Referendariat ab.
Schwalba-Hoth hat eine Tochter.

## Politik

### Außerparlamentarisch
Schwalba-Hoth war bereits während seines Studiums politisch aktiv, gründete 1980 die GBAL (Grün-Bunt-Alternative Liste), die erste grüne Hochschulgruppe in Deutschland und war unter anderem Mitglied des AStA der Philipps-Universität Marburg sowie in den Jahren 1979/81 Präsident des Studentenparlaments. Er war unter anderem tätig in Initiativen wie dem „3. Internationalen Russell-Tribunal: Zur Situation der Menschenrechte in der Bundesrepublik Deutschland“ und dem „Informations-Dienst zur Verbreitung  unterbliebener Nachrichten“.

### Partei
Schwalba-Hoth war 1978 Mitbegründer der Marburger Grünen Liste (GLW)  und später von Grüne Liste Hessen (GLH). 1980 gehörte er zu den Gründungsmitgliedern der Partei Die Grünen und war 1981/82 einer der beiden Ko-Landesvorsitzenden und Sprecher des hessischen Landesvorstandes (Bündnis 90/Die Grünen Hessen). Er galt als Vertreter des „fundamentalistischen“ Flügels der Grünen, den sogenannten Fundis.

### Hessischer Landtag
Vom 1. Dezember 1982 bis zum 4. August 1983 war er Mitglied des Hessischen Landtages. Er brachte einen Gesetzentwurf zur Lehrerausbildung ein, der damit bei seiner Annahme im August 1983 das erste von den Grünen initiierte Gesetz in einem deutschen Parlament wurde.

### Blutspritzaktion
Besondere Aufmerksamkeit erregte 1983 die Blutspritzaktion von Schwalba-Hoth. Am 3. August 1983 bespritzte er während eines Empfangs im Hessischen Landtag für die Kommandeure der in Hessen stationierten US-Streitkräfte den in Frankfurt am Main stationierten US-General Paul S. Williams mit Blut mit den Worten „Blood for the bloody army“. Diese Aktion verursachte eine erhebliche öffentliche Wirkung. Während die Presse die Aktion überwiegend als unwürdig kritisierte, erhielt Schwalba-Hoth von Teilen seiner Partei Lob. In den anschließenden juristischen Auseinandersetzungen wurde er von den Juristen Sebastian Cobler und Eberhard Kempf anwaltlich vertreten. Die Bundeswehr leitete ein Verfahren nach der Wehrdisziplinarordnung ein, das zu einer Degradierung vom Leutnant d. R. zum Kanonier d. R. führte.

### Europaparlament
Von 1984 bis 1987 war Schwalba-Hoth Mitglied des Europaparlaments, stellvertretender Vorsitzender des Petitionsausschusses und 1986/87 einer der beiden Ko-Fraktionsvorsitzenden, bevor er wegen des Rotationsprinzips zurücktrat.

## Beratungs- und Lobbyismustätigkeit in Brüssel
Seit seinem Ausscheiden aus dem Europäischen Parlament arbeitet Schwalba-Hoth als Berater und Lobbyist in Brüssel. Er war langjähriger Leiter des dortigen EU-Büros von Greenpeace. 1998 gründete er gemeinsam mit Silvana Koch-Mehrin (FDP) die Beratungsfirma Conseillé+Partners und arbeitete bis 2002 für diese Firma. Mehrere Jahre arbeitete er auch für das TACIS Programm der EU-Kommission in den Staaten der ehemaligen Sowjetunion und der Mongolei, am TACIS Environmental Awareness Raising Programme (TEAP) und wirkte an der Ratifizierung der Aarhus-Konvention in Moldawien und der Ukraine mit. Seit 2002 ist er als selbstständiger Political Strategist mit den Schwerpunkten Zivilgesellschaft, nachhaltige Entwicklung, Energiepolitik, Weiterentwicklung der EU und institutionelle Fragen tätig. Seit 1989 veranstaltet er monatlich Networking-Diners („Soirée Internationale“) mit jeweils 60 bis 80 Teilnehmern mit unterschiedlichem beruflichem, kulturellem, nationalem und sozialem Hintergrund. Seit 2006 ist er Beiratsmitglied der von Jakob von Uexküll gegründeten „Right Livelihood Foundation“, die alljährlich in Stockholm Anfang Dezember den Right Livelihood Award verleiht.
2011 und 2012 gab er im Lexxion Verlag das „Stakeholder Directory“ heraus, ein jährliches Verzeichnis der Schlüsselpersonen der Europäischen Union in Brüssel. Seit 2015 ist er zusammen mit Roswitha Fessler-Ketteler, MEP Heidi Hautala, Vytautas Landsbergis und Aleksi Malmberg Mitglied des Kuratoriums des Fördervereins des Caucasian Chamber Orchestra.

## Veröffentlichungen
- Stakeholder.eu, The Directory for Brussels. Berlin, Lexxion Verlag, 2011 und 2012.
- mit Lothar Bembenek: Hessen hinter Stacheldraht, verdrängt und vergessen: KZs, Lager, Außenkommandos. Eichborn Verlag, Frankfurt 1984.